# 洗心園

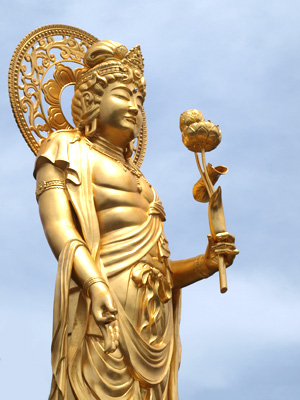
菩薩観音像

洗心園（せんしんえん）は、和歌山県西牟婁郡白浜町にある、庭園と寺院が一体になった施設である。
大阪府東住吉区を所在地とする宗教法人報恩洗心会が運営している。

## 周辺施設
- エネルギーランド
- 白良浜
- 南紀白浜空港
- アドベンチャーワールド